# Sal Cuevas
Salvador "Sal" Cuevas (né en 1955 à New York et mort le 9 mai 2017 à Pembroke Pines, Floride) est un bassiste et contrebassiste américain, qui a été pendant de nombreuses années membre du groupe de musique salsa Fania All-Stars (1978-1985), ainsi que de plusieurs autres grands meneurs de groupes de salsa de l'époque tels que Johnny Pacheco, Héctor Lavoe, Willie Colon/Ruben Blades, etc. Parallèlement, il a été l'un des cinq bassistes de New York ayant enregistré un grand nombre de jingles de TV et radio (les autres étaient Marcus Miller, Will Lee, Francisco Centeno, et Neil Jason). Il a été scolarisé au lycée Fiorello H. LaGuardia High School of Music & Art and Performing Arts,.
Sal Cuevas a été le directeur musical du Willie Colón orchestra à la fois sur des collaborations de Willie avec le chanteur/auteur/acteur panaméen Rubén Blades et pendant la carrière solo de Willie. 

## Biographie
Sal Cuevas est né à Manhattan en 1955 et a grandi dans le Bronx, à New York, de parents porto-ricains. Il a grandi dans les rues difficiles du South Bronx, où à l'âge de cinq ans, son père l'aida à développer son amour de la musique, ce qui permit à Sal Cuevas de rester à l'écart de l'influence négative de la rue. Musicalement parlant, la démographie de la ville à l'époque l'a affublé d'une énorme gamme d'influences musicales qu'il a sagement absorbées et plus tard incorporées dans son jeu de basse et dans son style.
Toujours sollicité, il a enregistré et joué avec de nombreux représentants de la salsa, du jazz, de la pop, du rock et au-delà, avec notamment :  Willie Colón, Rubén Blades, Héctor Lavoe, Ray Barretto, Tito Puente, Machito, Fania All-Stars, Celia Cruz, Larry Harlow, Ismael Miranda, Eddie Palmieri, Cheo Feliciano, Johnny Pacheco, Tito Nieves, Soledad Bravo, Sophy, Fernandito Villalona, Tito Allen, Richie Ray & Bobby Cruz, Papo Lucca, Arturo Sandoval, Billy Idol, Lenny Kravitz, Cissy Houston, Kirsty MacColl, Jon Lucien, The Manhattans, Mongo Santamaria, Angela Bofill, Dave Valentin, Noel Pointer, Airto & Flora Purim, Harry Belafonte, Ricky Martin, Jennifer Lopez, Marc Anthony, Gilberto Santarosa, Olga Tañón, Jaci Velaquez, Mandy Moore, José Feliciano, Oscar D'León, Gloria Estefan, Jon Secada, Franco De Vita, Rocio Durcal, Ricardo Montaner, Amaury Gutiérrez, Cristian Castro, David Bisbal, Thalía, La India, Isaac Delgado, Obie Bermúdez, Jimena, Los Ilegales, Los Gaitanes, Gian Marco, Hector 'El Father', Don Omar, Tego Calderon, Rita Moreno, Alejandro Sanz, Il Volo, Black Eyed Peas, Usher... Pendant ses années à New York, il s'est impliqué dans la production de jingles (aidé par son ami bassiste Francisco Centeno).
Le milieu des années 1970 fut l'époque où la guitare basse électrique atteignit son zénith et aux côtés des bassistes de jazz Jaco Pastorius et Stanley Clarke, Sal Cuevas se fit un nom dans le monde de la musique latine. Il séduit par son approche traditionnelle tout en défiant la section de cuivres sur l'album de Ray Barreto Ricanstruction.
Sur quelques morceaux, il utilise aussi des effets et pédales pour ajouter une autre couleur au son de la basse. Sal Cuevas est considéré comme le rénovateur de la musique latine, en ce sens qu'il a apporté et intégré des techniques funk, jazz, R&B et rock dans la basse salsa.
Tout en conservant la saveur traditionnelle et les concepts d'authenticité de la musique latine, il a réussi à fusionner toutes ses influences bigarrées dans son jeu de basse, d'où son style unique. Sur certains enregistrements par exemple, il joue des lignes de basse très intriquées ou des phrases à l'unisson avec les cuivres, ce qui était jusqu'alors inédit dans le genre. Il en va de même pour le jeu de slap bass et sa technique de percussion des cordes qui aujourd'hui est devenue un avatar du bassiste de salsa, grâce à Sal Cuevas. Il a également intégré la technique de "tapping" dans le jeu de basse latin.
À la contrebasse électrique, Sal Cuevas a incorporé des techniques jusqu'ici complètement inconnues dans la musique latine tels que des glissés (Glissandos), et en utilisant les très hautes fréquences de l'instrument, (voir par exemple Sal avec Papo Lucca/Celia Cruz sur La Ceiba Y La Siguaraya de Sonora Poncena). Discret dans ses dernières années, Sal vivait dans le Sud de la Floride, où il restait très actif en faisant des enregistrements, en écrivant des chansons et en produisant.
Sal Cuevas est mort le 9 mai 2017 à Miami, en Floride.

## Instruments
Sal Cuevas, qui jouait de la contrebasse Ampeg Baby Bass (instrument en fibre de verre à micros magnétiques), préférait toutefois l'expressivité des basses Fender, la Fender Precision Bass ou la Fender Jazz Bass. Il a d'ailleurs été perçu comme un profane en bousculant la place de la contrebasse dans l'orchestre salsa.